# Río Zapotal
Río Zapotal är ett vattendrag i Ecuador.   Det ligger i provinsen Los Ríos, i den centrala delen av landet, 170 km sydväst om huvudstaden Quito.